# Glaubitz
Glaubitz là một đô thị thuộc huyện Meißen, bang Sachsen Đức. Đô thị Glaubitz có diện tích 13,97 km², dân số thời điểm ngày 31 tháng 12 năm 2006 là 2066 người.